# Savinja Celje - Zidani most
Savinja Celje - Zidani most este o arie protejată (arie specială de conservare — SAC, sit de importanță comunitară — SCI) din Slovenia întinsă pe o suprafață de 165,87 ha, integral pe uscat.

## Localizare
Centrul sitului Savinja Celje - Zidani most este situat la coordonatele 46°12′25″N 15°14′54″E / 46.2069°N 15.2482°E.

## Înființare
Situl Savinja Celje - Zidani most a fost declarat sit de importanță comunitară în aprilie 2013 pentru a proteja 6 specii de animale. Situl a fost protejat și ca arie specială de conservare în aprilie 2015.

## Biodiversitate
Situată în ecoregiunea continentală, aria protejată nu include niciun habitat protejat.
La baza desemnării sitului se află mai multe specii protejate de  pești (6): Cobitis elongata, zvârluga (Cobitis taenia), zglăvoacă (Cottus gobio), romanogobio albipinnatus (Gobio albipinnatus), porcușorul de vad (Gobio uranoscopus), Rutilus pigus.